# Tây Sơn (huyện cũ)
Tây Sơn là một huyện cũ của tỉnh Phú Khánh, Việt Nam.
Huyện được thành lập 29 tháng 10 năm 1975 trên cơ sở hợp nhất 2 huyện Sơn Hòa và Sông Hinh.
Phía Bắc giáp huyện Đồng Xuân, phía Nam giáp huyện Khánh Ninh của tỉnh Phú Khánh và 2 huyện M'Drắk và Ea Kar của tỉnh Đắk Lắk, phía Đông giáp 2 huyện Tuy An và Tuy Hòa, phía Tây giáp huyện Krông Pa của tỉnh Gia Lai - Kon Tum.
Khi hợp nhất, huyện Tây Sơn bao gồm 16 xã: Cà Lúi, Đức Bình, Ea Bá, Ea Bia, Ea Trol, Krông Pa, Phú Mỡ, Phước Tân, Sơn Định, Sơn Hà, Sơn Hội, Sơn Long, Sơn Phước, Sơn Xuân, Suối Trai và Sông Hinh.
Ngày 10 tháng 3 năm 1977, 4 xã: Sơn Long, Sơn Đỉnh, Sơn Xuân và Phú Mỡ chuyển sang trực thuộc huyện Xuân An mới thành lập.
Ngày 22 tháng 9 năm 1978, 3 xã: Sơn Xuân, Sơn Long và Sơn Định của huyện Xuân An vừa giải thể được trả về huyện Tây Sơn; riêng xã Phú Mỡ lúc này thuộc huyện Đồng Xuân vừa tái lập.
Ngày 11 tháng 6 năm 1979, thành lập thị trấn Củng Sơn (thị trấn huyện lị huyện Tây Sơn).
Ngày 19 tháng 7 năm 1983: 
- Thành lập xã Sơn Nguyên trên cơ sở tách xóm Hoà Nguyên (thôn Xuân Sơn, xã Sơn Xuân) và xóm Phường Bà Tám (thôn Ngân Điền, xã Sơn Hà)
- Thành lập xã Sơn Giang trên cơ sở tách thôn Nhiễu Giang (xã Sơn Hà).

Từ đó, huyện Tây Sơn bao gồm thị trấn Củng Sơn và 17 xã: Cà Lúi, Đức Bình, Ea Bá, Ea Bia, Ea Trol, Krông Pa, Phước Tân, Sơn Định, Sơn Giang, Sơn Hà, Sơn Hội, Sơn Long, Sơn Nguyên, Sơn Phước, Sơn Xuân, Sông Hinh, Suối Trai.
Ngày 27 tháng 12 năm 1984, huyện Tây Sơn được chia thành hai huyện cũ là Sông Hinh và Sơn Hòa:
- Huyện Sơn Hòa bao gồm thị trấn Củng Sơn và 11 xã: Cà Lúi, Krông Pa, Phước Tân, Sơn Định, Sơn Hà, Sơn Hội, Sơn Long, Sơn Nguyên, Sơn Phước, Sơn Xuân, Suối Trai.
- Huyện Sông Hinh bao gồm 6 xã: Đức Bình, Ea Bá, Ea Bia, Ea Trol, Sơn Giang và Sông Hinh.